# 石敬德
石敬德（？—936年），后晋宗室，是石敬瑭的弟弟，但史书不明是否是亲弟弟。
石敬瑭在太原起兵时，石敬德为沂州都指挥使。听说石敬瑭举事，石敬德杀了自己的妻子、女儿而后逃走，不久，被捕获，死于狱中。清泰三年（936年）七月初五辛卯，沂州上奏李从珂，诛杀都指挥使石敬德，并族灭其家。天福元年（936年）十二月十六庚子，石敬瑭为皇弟故彰圣指挥使石敬殷、沂州指挥使石敬德、检校太子宾客石敬友于长春殿举哀。天福二年（937年）正月初四丁巳，石敬德、石敬殷都加赠为太傅。天福七年（942年）正月，加赠太尉，追封福王。晋出帝石重贵天福八年（943年）五月丁亥，石重贵加赠皇叔太尉、福王石敬德为太师。